# Blauw-Wit in het seizoen 1962/63
Het seizoen 1962/1963 was het negende jaar in het bestaan van de Amsterdamse betaaldvoetbalclub Blauw-Wit. De club kwam uit in de Eredivisie en eindigde daarin op de 11e plaats. Tevens deed de club mee aan het toernooi om de KNVB Beker, hierin werd in de vierde ronde verloren van MVV (1–2).

## Wedstrijdstatistieken

### Eredivisie
|       | ADO   | Ajax  | DOS   | Sportclub Enschede | Feijenoord | Fortuna '54 | GVAV  | Heracles | MVV   | NAC   | PSV   | Sparta | Volendam | De Volewijckers | Willem II |
| ----- | ----- | ----- | ----- | ------------------ | ---------- | ----------- | ----- | -------- | ----- | ----- | ----- | ------ | -------- | --------------- | --------- |
| Thuis | 1 – 0 | 0 – 3 | 1 – 1 | 1 – 7              | 1 – 0      | 5 – 0       | 2 – 1 | 4 – 1    | 1 – 2 | 1 – 1 | 1 – 3 | 0 – 5  | 5 – 0    | 1 – 1           | 2 – 3     |
| Uit   | 3 – 4 | 3 – 0 | 1 – 0 | 0 – 1              | 2 – 0      | 2 – 1       | 1 – 2 | 4 – 3    | 2 – 0 | 1 – 1 | 2 – 5 | 4 – 1  | 0 – 1    | 2 – 1           | 1 – 2     |

### KNVB Beker
| 3e ronde                                          | Blauw-Wit                                                     | 5 – 0 (1 – 0) | De Graafschap  |
| 30 april 1963 Plaats: Amsterdam Olympisch Stadion | Martin Koeman –', –' Gerrie Althoff Maup Kruijer Iwan Fränkel |               |                |
| 4e ronde                                          | MVV                                                           | 2 – 1 (1 – 0) | Blauw-Wit      |
| 16 mei 1963 Plaats: Maastricht De Geusselt        | Chris Coenen 7', 59'                                          |               | Gerrie Althoff |

### International Football Cup
| Groep B4                                                 | Pécsi Dózsa SC                                                      | 5 – 2 (2 – 1)    | Blauw-Wit                                                 |
| 27 mei 1962 Plaats: Pécs PMFC-stadion                    | Antal Dunai 24', 47' Bálint Török 41', 47' József Opova 53'         | Wedstrijdverslag | 20', 58' Martin Koeman                                    |
| Groep B4                                                 | Blauw-Wit                                                           | 4 – 3 (1 – 3)    | VfV Hildesheim                                            |
| 3 juni 1963 Plaats: Amsterdam Olympisch Stadion          | Ger Clement 32' Wim Bleijenberg 53', 60' Wolfgang Träger 90' (e.d.) | Wedstrijdverslag | 10' Heiner Klose 15' Fred Winkelmann 43' Klaus Winkelmann |
| Groep B4                                                 | Blauw-Wit                                                           | 3 – 2 (2 – 2)    | FK Velež                                                  |
| 10 juni 1963 Plaats: Amsterdam Olympisch Stadion         | Martin Koeman 24' Wim Bleijenberg 30' Rob de Vries 52'              | Wedstrijdverslag | 12', 15' Marko Pehar                                      |
| Groep B4                                                 | FK Velež                                                            | 1 – 1 (1 – 1)    | Blauw-Wit                                                 |
| 17 juni 1962 Plaats: Mostar Stadion pod Bijelim Brijegom | Kemal Šestić 23'                                                    | Wedstrijdverslag | 30' Martin Koeman                                         |
| Groep B4                                                 | VfV Hildesheim                                                      | 1 – 0 (0 – 0)    | Blauw-Wit                                                 |
| 24 juni 1962 Plaats: Hildesheim Friedrich-Ebert-Stadion  | Ferry Pettersson 87' (e.d.)                                         | Wedstrijdverslag |                                                           |
| Groep B4                                                 | Blauw-Wit                                                           | 0 – 0            | Pécsi Dózsa SC                                            |
| 1 juli 1963 Plaats: Amsterdam Olympisch Stadion          |                                                                     | Wedstrijdverslag |                                                           |

## Statistieken Blauw-Wit 1962/1963

### Eindstand Blauw-Wit in de Nederlandse Eredivisie 1962 / 1963
| Stand | Gespeeld | Gewonnen | Gelijk | Verloren | Punten | Doelpunten voor | Doelpunten tegen |
| ----- | -------- | -------- | ------ | -------- | ------ | --------------- | ---------------- |
| 11e   | 30       | 12       | 4      | 14       | 28     | 48              | 56               |

### Topscorers
| #                 | Naam             | Goal |
| ----------------- | ---------------- | ---- |
| 1.                | Ger Clement      | 10   |
| 2.                | Martin Koeman    | 9    |
| 3.                | Iwan Fränkel     | 6    |
| 3.                | Herman Koers     | 6    |
| 5.                | Dries Mul        | 4    |
| 6.                | Wietze Couperus  | 3    |
| 7.                | Eef Drommel      | 2    |
| 7.                | Erwin Sparendam  | 2    |
| 9.                | Piet Dekker      | 1    |
| 9.                | Paul Kramer      | 1    |
| 9.                | Maup Kruijer     | 1    |
| 9.                | Ferry Pettersson | 1    |
| 9.                | Rob de Vries     | 1    |
| Onbekend doelpunt |                  |      |
| –                 | Onbekend         | 1    |
| Totaal            | Totaal           | 48   |

| #      | Naam           | Goal |
| ------ | -------------- | ---- |
| 1.     | Gerrie Althoff | 2    |
| 1.     | Martin Koeman  | 2    |
| 3.     | Iwan Fränkel   | 1    |
| 3.     | Maup Kruijer   | 1    |
| Totaal | Totaal         | 6    |

| #              | Naam                                 | Goal |
| -------------- | ------------------------------------ | ---- |
| 1.             | Martin Koeman                        | 4    |
| 2.             | Wim Bleijenberg                      | 3    |
| 3.             | Ger Clement                          | 1    |
| 3.             | Rob de Vries                         | 1    |
| Eigen doelpunt |                                      |      |
| –              | Wolfgang Träger (VfL Hildesheim) (1) | 1    |
| Totaal         | Totaal                               | 10   |

## Voetnoten
ADO ·
Ajax ·
Blauw-Wit ·
DOS ·
Sportclub Enschede ·
Feijenoord ·
Fortuna '54 ·
GVAV ·
Heracles ·
MVV ·
NAC ·
PSV ·
Sparta ·
Volendam ·
De Volewijckers ·
Willem II